# Carlos Canal
Carlos Canal Blanco (* 28. června 2001) je španělský profesionální silniční cyklista jezdící za UCI WorldTeam Movistar Team.

## Hlavní výsledky

### Silniční cyklistika
2021
7. místo Vuelta a Murcia
2022
Tour de Bretagne
 vítěz vrchařské soutěže
2023
6. místo Trofeo Calvia
7. místo Trofeo Ses Salines–Alcúdia
2024
6. místo Clàssica Comunitat Valenciana 1969
8. místo Clásica Jaén Paraíso Interior

#### Výsledky na Grand Tours
| Grand Tour      | 2021 | 2022 |
| --------------- | ---- | ---- |
| Giro d'Italia   | —    | —    |
| Tour de France  | —    | —    |
| Vuelta a España | 106  | 84   |

| —   | Nezúčastnil se |
| DNF | Nedokončil     |

### Cyklokros
2017–2018
Národní šampionát
 vítěz závodu juniorů
2018–2019
Národní šampionát
 vítěz závodu juniorů
Mistrovství světa
7. místo závod juniorů

### Horská kola
2018
Národní šampionát
2. místo cross-country juniorů
2019
Národní šampionát
 vítěz cross-country juniorů